# Unwritten Law
Unwritten Law (англ. Неписанный закон) — американская рок-группа, образованная в 1990 году в Пауэй, Калифорния (пригород Сан-Диего). Они выпустили семь студийных альбомов и объездили весь мир, включая выступления на Warped Tour. Получили известность благодаря синглам «Seein' Red» и «Save Me (Wake Up Call)», оба из которых вошли в американских чартах модерн-рока в топ 5, а также песней «The Celebration Song», звучавшей в игре Need for Speed: Underground 2.  Их последний на данный момент альбом, The Hum, вышел 29 июля 2022 года.

## История группы

### Формирование и ранние годы (1990—1996)
Unwritten Law основана в 1990 году барабанщиком Уэйдом Юманом, для создания группы он взял кредит. В первый состав с ним входили вокалист Крис Мьюсси, гитарист Мэтт Рафжа и басист Крейг Винтерс. Команда постоянно менялась, пока окончательно не собралась в состав из Скотта Руссо на вокале, Стива Морриса и Роба Брюэра на гитарах и Джона Белла на басу. Они выпустили свою первую демо-кассету в 1992 году, с последующим 7" виниловым синглом Blurr в 1993 году. Группа быстро зарекомендовала себя на плодородной сцене начала 90-х, в которую также входили такие группы, как Blink-182, Buck-O-Nine, Sprung Monkey, One by One, Drive Like Jehu и Rocket from the Crypt. В 1994 году группа записала свой первый альбом Blue Room, который был выпущен местным лейблом Red Eye. Звучание быстро развивающегося панк-рока дало им возможность строить свою репутацию, играя на местных шоу, также в Сан-Диего и его окрестностях. Такие песни, как «CPK», «Shallow» и «Suzanne», станут любимцами местных фанатов и останутся в их живом сете на долгие годы.

### Работа с крупными лейблами (1996—1999)
Альбом Blue Room привлёк внимание Epic Records, и группа подписала контракт, переиздав Blue Room на следующий год. Их второй альбом, Oz Factor, был выпущен в 1996 году. Песни «Denied» и «Superman» получили ротацию на нескольких южных рок-радиостанциях Калифорнии и были выпущены в качестве синглов. В следующем году группа гастролировала по США с такими группами, как Blink-182 и Pennywise. К 1997 году Unwritten Law подписала контракт с Interscope Records, и басист Джон Белл покинул группу. Басист Мика Альбао присоединился к группе в Сиэтле для записи одноимённого альбома Unwritten Law, который был выпущен в 1998 году. Синглы «Lonesome», «Cailin» и «Teenage Suicide» стали незначительными хитами на рок-радиостанциях. Пэт «PK» Ким, бывший басист Sprung Monkey, присоединился к Unwritten Law в качестве постоянного исполнителя, и группа отправилась в Warped Tour по Северной Америке, Европе и Австралии. В Австралию группа ещё возвращалась, записывала эксклюзивные концерты и выпускала синглы для этой страны.

### Популярность (2000—2005)
В 29 января 2002 года выходит долго записываемый альбом Elva. Группа немного отошла от панк-рока в сторону более хард-рокового звучания. Первый сингл, «Up All Night», стал довольно популярным, но основной успех группе принёс следующий сингл и сопровождающее его видео «Seein' Red», песня заняла первое место в US modern rock charts. В конец финального трека «Evolution» включено голосовое сообщение, оставленное для Скота Руссо от вокалиста и гитариста Blink-182, Тома Делонга, друга, выросшего с ними в одном городе. В поддержку альбома они гастролировали с такими группами, как The Used и Sum 41. Группа была приглашена на телеканал VH1 в эпизод с живой акустической музыкой Music in High Places, приглашение произошло случайно, так как канал хотел привлечь Jimmy Eat World, но менеджер по ошибке связался с Unwritten Law. Группа записала ряд акустических выступлений в разных районах Йеллоустонского национального парка. Подготовленная запись должна была выйти в виде альбома, но контракт с Interscope заканчивался, и компания отказалась его выпускать. Группа заключает контракт с Lava Records и выпускает акустический альбом Music in High Places, там же выходит и DVD Live in Yellowstone. Песня «Rest Of My Live» получает ротации на радиостанциях по всей стране. Песня «Celebration Song» попадает в саундтреки к Need for Speed: Underground 2 и MX vs. ATV Unleashed. Вскоре после выхода Music in High Places группу покидает её основатель Уэйд Юман из-за личных и профессиональных проблем. Он сразу же устраивается в The Rattlesnake Aces, после чего по очереди играет в Demasiado, Underminded и Black President. С его слов, они с Руссо возненавидели друг друга настолько, что не могли друг на друга смотреть. В записи следующего альбома Here’s to the Mourning в студии группе помогают Эдриан Янг из No Doubt и Тони Палермо из Pulley. Палермо влился в коллектив, и группа взяла его в качестве постоянного барабанщика. Большая часть песен была написана в соавторстве Скотом Руссо и Айми Аллен, певицей и автором песен. В ходе записи альбома у них завязались романтические отношения, и они даже сделали свой сайд-проект Scott & Aimee. Аллен и Линда Перри способствовали написанию главного сингла альбома «Save Me (Wake Up Call)», который достиг 5 места в чартах модерн-рока, следующим синглом была песня «She Says». В ноябре 2004 года Unwritten Law запретили играть в клубе CBGB. Here’s to the Mourning вышел 1 февраля 2005 года и достиг #51 в чарте Billboard 200, став самым высокопоставленным альбомом в карьере группы. Через месяц после выхода альбома группу покидает гитарист Роб Брюэр: он был единогласно уволен из-за драки на сцене с Руссо. Группа решила не искать ему замену, и Руссо сам взял в руки гитару, группа отправилась в тур по США и другим местам международного уровня.

### The Hit List, Swan (2006—2011)
Большую часть 2006 года Unwritten Law провели в студии, готовя сборник лучших песен The Hit List, который вышел в свет 2 января 2007 года. Альбом включил в себя 20 треков: 3 песни с альбома Here’s to the Mourning остались прежними, 14 песен были перезаписаны текущим составом, учитывая изменения в ходе многократных исполнений вживую, к ним добавили 2 новые песни, «Shoulda Known Better» и «Welcome to Oblivion». В записи альбома принял участие хип-хоп-исполнитель Микки Авалон на бэк-вокале в «Shoulda Known Better» и на основном вокале в «Shoulda Known Better (Mickey Avalon Version)». Ударные партии для «Celebration Song» записал Эдриан Янг из No Doubt. 3 января 2007 года группа выступила на шоу Джея Лено с «Shoulda Known Better». В июле группа отправилась в тур по Северной Америке в поддержку The Hit List со Scott & Aimee, половину тура на ударных отыграл Дилан Говард, так как у Палермо собиралась рожать жена. В течение 2007 года Палермо выступал в качестве временного барабанщика у Papa Roach, в марте 2008 года он стал их постоянным участником. Между тем Unwritten Law записывает DVD живого концерта в Key Club в Голливуде в марте 2008 года, 30 сентября 2008 г. DVD и CD Live and Lawless выпускает лейбл Suburban Noize Records. DVD включает в себя 22 песни, а CD — 17. Шестой студийный альбом SWAN был издан также Suburban Noize Records 29 марта 2011 года. Обложку альбома они предоставили сделать фанатам. Первый сингл «Starships and Apocalypse» был выпущен на MySpace 24 января 2011 года. Летом 2011 г. группа присоединилась к Warped Tour. Гитарист Стив Моррис и басист Пэт Ким покинули группу в конце тура в поддержку альбома в связи с дракой между Руссо и Моррисом. На их место пришли Дерик Энви из Red Light Sky и Кевин Бесигьено из Bullets and Octane.

### Acoustic, The Hum (2013–настоящее время)
В 2013 году основатель и барабанщик Уэйд Юман возвращается в группу после примирения со Скоттом Руссо, после чего состав группы снова меняется: на место Энви и Бэсигьено приходят Джонни Грилл (младший брат Руссо) и Крис Льюис (Fenix TX), и группа приступает к работе над акустическим альбомом и ездит в туры. Работа над альбомом сильно затянулась в связи с занятостью Руссо, и группа обещала, что альбом выйдет в 2016 году на новом лейбле. Акустический альбом-компиляция Acoustic вышел на лейбле Cyber Track Records 1 апреля 2016 года. В 2019 году Юман вновь поссорился с Руссо и ушёл из группы, в живых выступлениях его заменили сначала Арджей Шэнкл, а в австралийском туре Дэн Керби из Behind Crimson Eyes. В 2021 году Уэйд Юман вернулся в группу. Альбом The Hum вышел 29 июля 2022 года на Cleopatra Records.

## Дискография

### Студийные альбомы
- 1994 — Blue Room
- 1996 — Oz Factor
- 1998 — Unwritten Law
- 2002 — Elva
- 2005 — Here’s to the Mourning
- 2011 — SWAN
- 2022 — The Hum

### Живые записи
- 2003 — Music in High Places
- 2008 — Live and Lawless